# 烤香腸
烤香腸為燒烤的一種，是中国大陆、香港、台灣夜市常見的小吃之一。在以前只有少數幾種口味，隨著夜市的興起，漸漸使用了越來越多種口味，其中包含了九層塔、蒜泥以及芥末等，同時，也隨著社會的多元化，逐漸發展出巧克力等口味。因此，讓烤香腸在台灣夜市小吃界裡占了極大的位置，也讓越來越多的食品業者以賣烤香腸來賺錢。

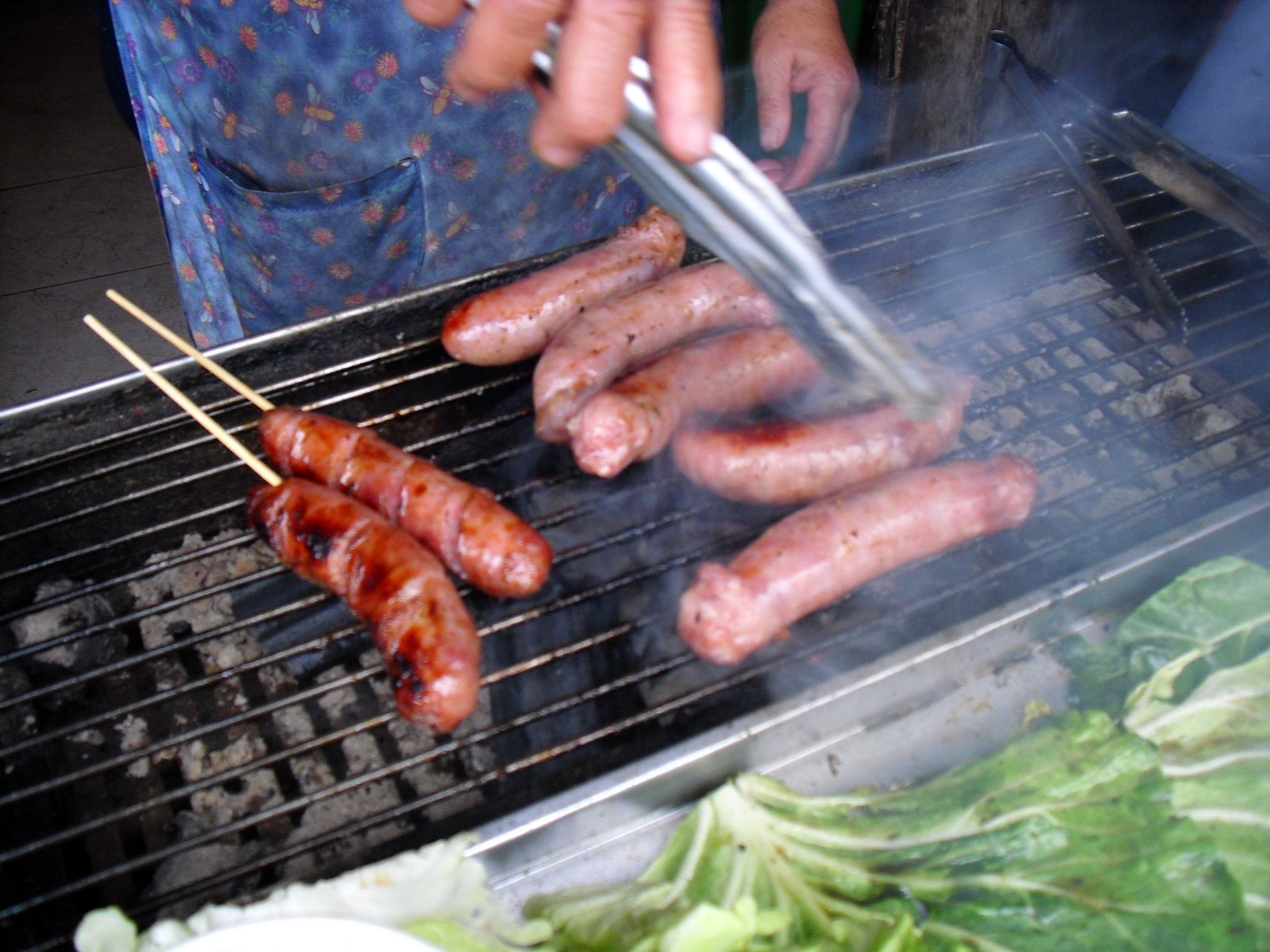
烤香腸

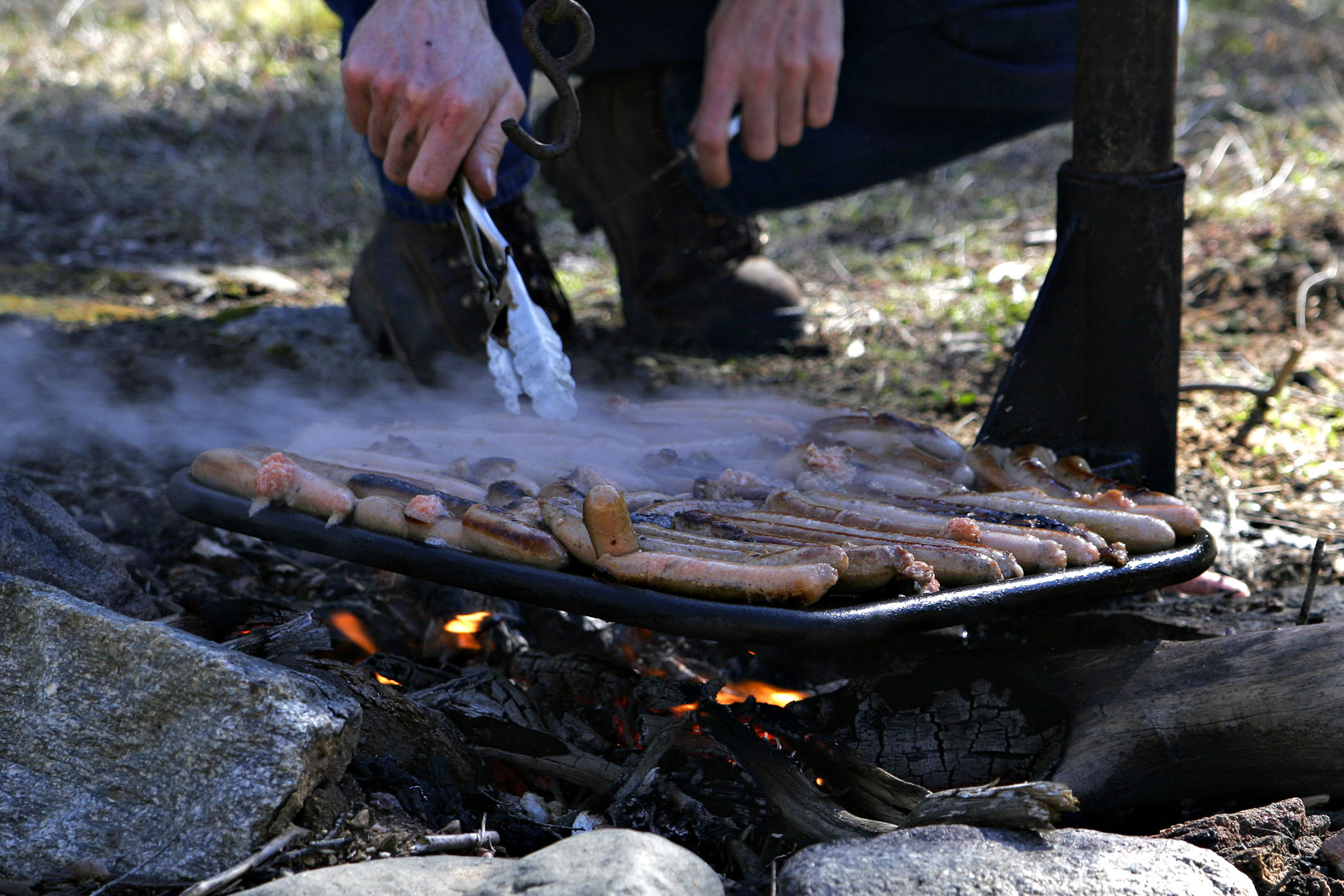
烤香腸

## 歷史
早年台灣的烤香腸攤販，常自備骰子與消費客人對賭十八仔。

## 種類
香腸食品的種類有很多:
- 貴州麻辣香腸
- 四川麻辣香腸
- 蒜香孜然香腸
- 德國什錦香腸拼盤
- 如皋香腸
- 睢寧香腸
- 萊蕪香腸（舊稱「南腸」）
- 波羅羅卡香腸
- 黑鮪魚香腸
- 芥蘭香腸
- 黑胡椒香腸
- 墨魚香腸
- 紅酒飛魚卵香腸
- 櫻花蝦香腸
- 高粱酒香腸
- 飛魚卵香腸
- 鐵蛋香腸
- 柴魚香腸
- 乳酪香腸
- 紹興酒香腸